# Servos (classe)

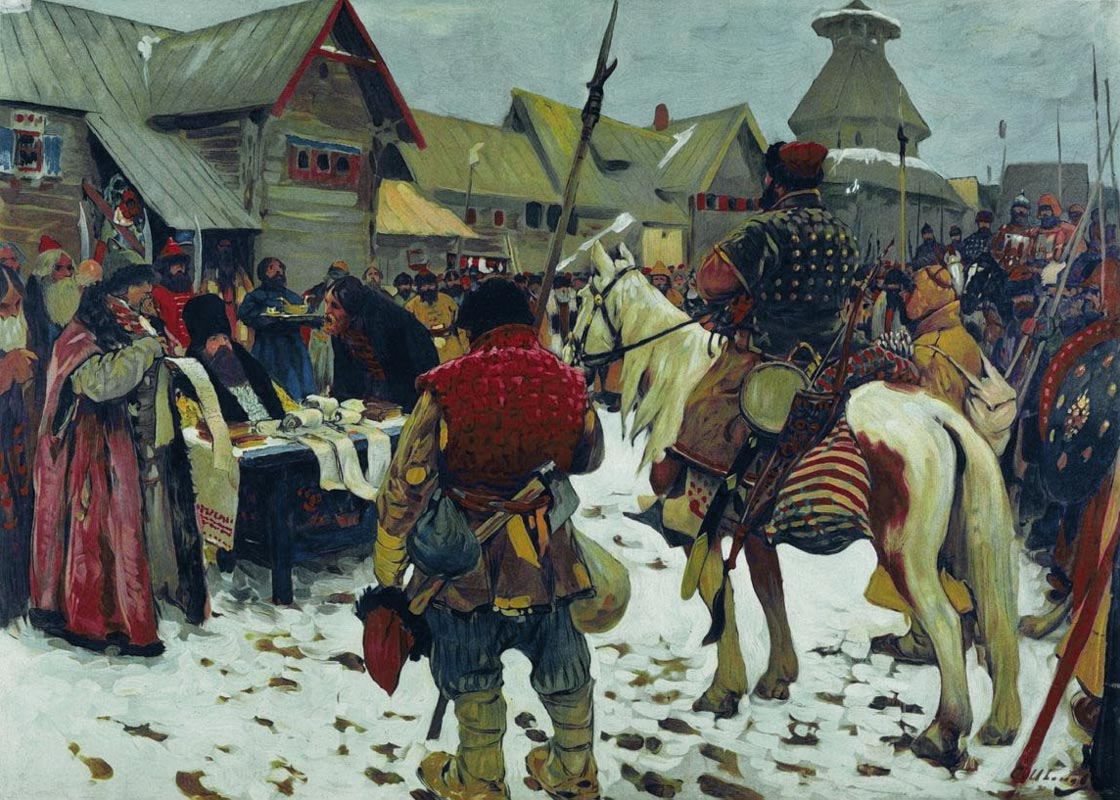
"Revista militar das pessoas servis" (séc. XVI-XVII). SV Ivanov (1907).

Servos ou pessoas servis (em russo:  служилые люди, transl. sluzhilyye lyudi) eram uma classe de pessoas livres na Rússia entre os séculos XIV e XVII, obrigadas a prestar serviço militar ou administrativo em favor do Estado.

## Contexto
Menções aos servos do soberano, como servindo nas fronteiras do antigo Estado Russo, podem ser encontradas desde o século XI.
Boiardos e servos livres durante o século XIV foram substituídos por servos escravizados. Esses eram pessoas não livres que prestavam serviço militar e administrativo (familiares ou criados - villeins) de grandes e antigos príncipes de apanágio, bem como de boiardos. Pelo tempo de serviço, recebiam terras (em um direito condicional) - patrimônio, ou seja, local de serviço. O principal dever passou a ser servir não a um senhor feudal individual, mas ao Estado como um todo, chefiado pelo grão-duque.

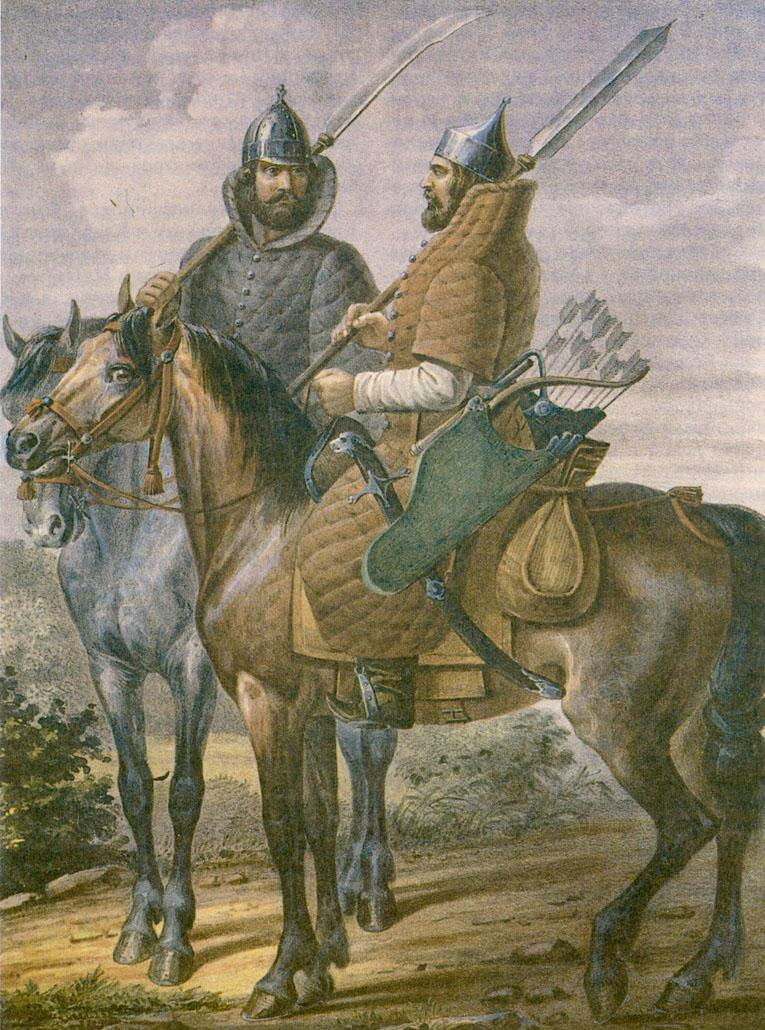
Servos de combate com armaduras e capacetes de ferro.

Até a década de 1560, o sistema senhorial forneceu a base material para o serviço militar da nobreza e a capacidade de combate do exército senhorial. As regras de serviço da milícia dos nobres foram regulamentadas pelo Estatuto de Serviço de 1556. Todos os homens de serviço “na pátria” eram obrigados a entrar em serviço “a cavalo, com armas e com pessoas” (a cavalo, com armas e com pessoas). De acordo com o Estatuto de 1556, o patrimônio de 100 quartos dava direito a um soldado armado montado. Incluindo os villeins de combate que lutavam “em um cavalo com armadura completa e em uma campanha longa com cerca de dois cavalos”. 

A devastação das décadas de 1570-1580 e as Perturbações levaram ao colapso do sistema senhorial, a reformas políticas e militares, que permitiram ao Estado conduzir hostilidades prolongadas e melhorar a situação financeira dos servos e das famílias:
“Os diferentes tipos de serviço eram designados na linguagem de serviço de Moscou com as palavras: “serviço distante do soberano, serviço próximo e serviço na cidade ou no cerco”. Nobres eleitos e filhos de cortesãos boiardos prestavam serviço distante. Além disso, os nobres eleitos em um determinado turno eram enviados para realizar várias tarefas na corte e na capital."
Foi no reinado de Ivan, o Terrível, que se formou uma classe homogênea de servos de nobres e filhos de boiardos (dos descendentes de príncipes, servos livres e outras categorias). O nome servo era mais honroso na época do apanágio do que o nome de um homem de tal príncipe ou boiardo.
Desde as reformas militares de Ivan IV e antes das reformas de Pedro I (dos séculos XVI a XVIII), o termo “pessoas servis” começou a ser usado mais amplamente, denotando pessoas pessoalmente livres no serviço. Uma parte significativa dos servos tornou-se parte da classe feudal inferior.